# Agios Georgios Papura
Agios Georgios Papura o Papura (en griego, Άγιος Γεώργιος Παπούρα) es un monte de unos 1000 m de altitud donde hay un yacimiento arqueológico. Está ubicado en la isla de Creta (Grecia), en la unidad periférica de Lasithi y en el municipio de Meseta de Lasithi, cerca de los pueblos de Pinakianó y de Lagú. 
En el yacimiento arqueológico se ha encontrado un asentamiento que fue construido en el periodo minoico y que siguió siendo habitado de manera importante durante los periodos geométrico y arcaico.
Una de las características del asentamiento es la presencia de un santuario del periodo geométrico donde se han hallado huesos de animales y figurillas zoomórficas. También fue hallada una tumba abovedada de la Edad del Hierro temprana.
Se ha sugerido que este asentamiento podría identificarse con la ciudad de Datala, documentada en un decreto del siglo VI a. C.